# Верх-Тарка
Верх-Та́рка — село в Кыштовском районе Новосибирской области. Административный центр Верх-Таркского сельсовета.

## География
Площадь села — 113 гектаров.

## История
Основано во второй половине XVIII века как колония ссыльных в Тарском уезде Сибирской губернии. В 1928 году село Верх-Кулябинское состояло из 196 хозяйств, основное население — русские. В административном отношении являлось центром Верх-Кулябинского сельсовета Кыштовского района Барабинского округа Сибирского края.

## Население
| 2002 | 2007 | 2010 |
| ---- | ---- | ---- |
| 491  | ↘448 | ↘391 |

## Инфраструктура
В селе по данным на 2007 год функционируют 1 учреждение здравоохранения и 1 учреждение образования.